# AmigaDE
AmigaDE, zunächst auch als Amiga Everywhere und ab März 2002 als Amiga Anywhere vermarktet, ist eine betriebssystemunabhängige Softwareumgebung, entwickelt von der Firma Amiga, Inc. Diese Firma, dem Namen nach Rechtsnachfolger der Amiga International bzw. Commodore Amiga, entwickelt seit dem Jahr 2000 diese auf dem Echtzeitbetriebssystem Elate von der britischen Firma Tao basierende Umgebung mit einer ähnlichen Zielsetzung wie Java der Firma SUN, sie soll allerdings schneller sein. Im Ergebnis sind heute einige einfache Spiele erhältlich, welche überwiegend auf PDAs mit Windows CE eingesetzt werden können.
AmigaDE hat außer dem Namen nichts mit den Amiga-Computern zu tun, es existiert nicht einmal ein Port, der diese Programme auf Amigas ausführbar macht.
Verfügbar war eine Entwicklerversion in Form einer CD und eines Handbuchs, welche auf der Linux-Distribution Red Hat aufsetzte und die Konzepte des von der Tao Group entwickelten Taos (welches in späteren Versionen in Elate und dann in Intent umbenannt wurde) eindrucksvoll demonstrierte. Diese wurde von Amiga, Inc. bzw. deren Deutschlandvertretung, dem AMIGA Office Germany in Langen (Hessen), als 'Amiga SDK 2000' herausgegeben.
Taos und damit letztlich auch die von Bill McEwen und Amiga, Inc. anvisierte Amigavariante unter dem Namen AMIVERSE unterstützt folgende Prozessoren ARM 6/7, StrongARM, Thumb, X86, ColdFire, Motorola M-core, Motorola PowerPC, Hitachi SH 3/4, Mips R3000/R4000/R5000, NEC V850 auf die der native Code des Virtual Processors (VP) abgebildet werden kann.
Die Tao Group war auch an der Beschaffung der Finanzmittel zum Erwerb der Amigarechte durch Amiga, Inc. von Gateway2000 beteiligt.